# High (poker)
 (février 2025).
Si vous disposez d'ouvrages ou d'articles de référence ou si vous connaissez des sites web de qualité traitant du thème abordé ici, merci de compléter l'article en donnant les références utiles à sa vérifiabilité et en les liant à la section « Notes et références ».
Pour les articles homonymes, voir High.
Au jeu du poker, le mode high (en français « fort » ou « haut ») désigne une manière de jouer où les mains gagnantes sont les mains de force la plus élevée.
Il n'existe pas d'équivalent en français pour préciser ce mode, le terme anglais high est alors utilisé.
On dit par exemple pour préciser la partie à laquelle on va jouer : Hold'em high ou Omaha high
Lorsque la partie est annoncée sans préciser quel mode va être joué, il est convenu que c'est en mode high qu'elle va être jouée.